# Чудвы
Чудвы (укр. Чудви) — село в Головинской сельской общине Ровненского района Ровненской области Украины.
До 2020 года входило в Костопольский район.
Население по переписи 2001 года составляло 220 человек. Почтовый индекс — 35051. Телефонный код — 3657. Код КОАТУУ — 5623482604.